# Ken’yū Sugimoto
Ken’yū Sugimoto (jap. 杉本 健勇 Sugimoto Ken’yū; ur. 18 listopada 1992) – japoński piłkarz. Obecnie występuje w Cerezo Osaka.

## Kariera klubowa
Od 2010 roku występował w klubach Cerezo Osaka, Tokyo Verdy i Kawasaki Frontale.

## Kariera reprezentacyjna
Został powołany do kadry na Igrzyska Olimpijskie w 2012 roku.